# Велецо Белини
Велѐцо Белѝни (на италиански: Vellezzo Bellini, на местен диалект: Vles, Влес) е малко градче и община в Северна Италия, провинция Павия, регион Ломбардия. Разположено е на 94 m надморска височина. Населението на общината е 3299 души (към 2016 г.).